# Свято-Князь-Владимирское братство
Свято-Князь-Владимирское братство — русское православное братство в Германии, основанное в 1890 году настоятелем посольской церкви св. Владимира в Берлине протоиереем Алексием Мальцевым (1854—1915) как благотворительное общество, помогающее оказавшимся в беде российским подданным любой христианской конфессии и православным христианам любой национальности. В задачи братства входило и сооружение и содержание православных храмов в Германии.

## История
Необходимость создания русского благотворительного общества в Германии возникла после того, как в конце XIX века там оказалось много российских подданных, попавших в тяжёлое положение. В основном, это были люди, чьи планы эмигрировать в Америку не совершились и которые затем в портовых городах Германии обращались за помощью в дипломатические представительства России. Для помощи соотечественникам назначенный в 1886 году в Берлин протоиерей Алексий Петрович Мальцев в 1888 году получил разрешение митрополита Санкт-Петербургского Исидора (Никольского) на создание братства. Учредительное собрание Свято-Князь-Владимирского братства состоялось 10 апреля (29 марта по ст. ст.) 1890 года в Берлине. По уставу, российский посол в Берлине считался почётным председателем Общих собраний Братства. Братство взял под своё покровительство великий князь Владимир Александрович (брат императора Александра III). Фактически управлял делами Братства протоиерей А. П. Мальцев, занимавший формально должность сперва казначея, затем секретаря.
Членами Братства числились такие личности как святитель Феофан Затворник, праведный Иоанн Кронштадтский, равноапостольный Николай Японский, священномученик митрополит Владимир (Богоявленский) (при вступлении в Братство Экзарх Грузии и Архиепископ Карталинский и Кахетинский, позже митрополит Киевский), преподобномученица великая княгиня Елизавета Феодоровна, страстотерпец Великий князь Михаил Александрович (брат императора Николая II), королева Вюртембергская Ольга Николаевна (дочь Николая I), великий князь Алексей Александрович, великий князь Сергей Александрович, великий князь Павел Александрович, великий князь Георгий Михайлович, великий князь Михаил Михайлович, князь Владимир Павлович Палей, принцесса Альтенбургская и герцогиня Мекленбургская Елена Георгиевна, граф М. Н. Муравьёв, граф А. В. Голенищев-Кутузов, генерал-адъютант И. Л. Татищев, контр-адмирал Ф. В. Дубасов, К. К. Грот, В. А. Дашков, композитор и дирижер А. Г. Рубинштейн и др.
Для помощи нуждающимся Братство в 1895 году в берлинском пригороде Тегеле соорудило Дом памяти Императора Александра III, в котором люди находили ночлег. При доме были созданы разные мастерские, столярная, типография и садоводческое хозяйство, в которых попавшие в беду лица могли поработать и своим трудом заработать достаточно денег, чтобы вернуться в Россию, не теряя лицо и достоинство. При Доме находились также русская библиотека и музей русской культуры.
Напротив Дома ещё в 1892 году Братством было устроено русское кладбище, а в 1894 году сооружен кладбищенский храм Константина и Елены. Затем Братство соорудило храм Всех Святых в Бад-Гомбурге (1899 г.), храм преп. Сергия Радонежского в Бад-Киссингене (1901 г.), храм св. Архистратига Божьего Михаила в Гёрберсдорфе (ныне — Соколовско) (1901 г.), домовую церковь св. Николая Чудотворца в Гамбурге (1901 г.), храм св Иннокентия Иркутского и преп. Серафима Саровского в Бад-Наугейме (1908 г.), прицерковный дом в Бад-Гомбурге (1911 г.), а также домовые церкви в Бад-Брюккенау (1908 г.), Бад-Вильдунгене (1912 г.) и Данциге (ныне — Гданьск) (1913 г.). Планировался собор св. Андрея Первозванного в самом Берлине.
Благотворительная деятельность Братства охватывала не только Германию. Благодаря щедрым пожертвованиям Братство помогало пострадавшим от неурожая в центральной России, отправляло посылки русским военнопленным в Японии, помогало инвалидам и сиротам в России.
Первая мировая война прервала деятельность Братства. Большинство его членов вынуждены были покинуть Германию. Протоиерей А. Мальцев скончался в 1915 году в Кисловодске и был похоронен на Никольском кладбище Александро-Невской Лавры в Петрограде.
После революции среди русских беженцев-эмигрантов в Берлине оказалось немало членов Братства, деятельность которого они возобновили, зарегистрировав Братство в 1923 году как юридическое лицо. На благотворительную деятельность, однако, средств уже не хватало. Братство едва находило средства на содержание своих храмов. Тем не менее, Братство в 1921 году в Берлине-Тегеле соорудило барачное общежитие для русских солдат-инвалидов. А в 1938 году член Братства и начальник отдела Русского обще-воинского союза в Германии генерал А. А. Лампе с помощью пожертвований эмигрантов соорудил на кладбище в Берлине-Тегеле памятник «Верным сынам великой России» в память погибшим воинам Первой мировой войны и Гражданской войны.
С 1938 года Братство входит в состав Германской епархии Русской Православной Церкви Заграницей (РПЦЗ).
После Второй мировой войны оккупационные власти в 1945 году передали имущество Братства в Берлине Московской Патриархии. Правление Братства оказалось в Западной Германии. С 1961 года центром Братства стал Бад-Киссинген.
С 1990 года председатель Братства Г. А. Рар стал налаживать связи с Московской Патриархией. Когда Братство в 1995 году было вынуждено закрыть домовый храм в Гамбурге, он передал хранившийся там походный «Мемельский» иконостас времён Семилетней войны во вновь сооружаемый собор Христа Спасителя в Калининграде по просьбе митрополита Смоленского Кирилла (Гундяева).
В 1996 году при Братстве был создан небольшой денежный фонд для возобновления благотворительной деятельности преимущественно помощи детям в России. С 1996 года было издано несколько номеров бюллетеня «Братский Вестник» (выходит нерегулярно). С 2000 года Братство тесно сотрудничает с Российским Фондом Культуры, с 2006 года с Владимирским братством в Москве, с 2008 года с Государственным Архивом Российской Федерации (ГАРФ) и фондом «Русское Зарубежье», с 2009 с Русским Обществом Санкт-Петербурга.
В 2006 году Братство было восстановлено как собственник русского кладбища в Берлине-Тегеле, предоставляя его и впредь для пользования Берлинской епархии РПЦ.
В 2008 году Посольство Российской Федерации в Берлине поручило Братству заботу о старых русских памятниках и захоронениях на территории Германии.
К концу 2009 года в Братстве состояло около 50 членов, принадлежащих к РПЦЗ, РПЦ и Польской Православной Церкви.

## Управляющие Братством

### Основатель и управляющий делами Братства
- 1888—1915 Протоиерей Алексий Петрович Мальцев

### Покровители Братства
- 1890—1909 Великий князь Владимир Александрович
- 1909—1920 Великая княгиня Мария Павловна
- 1936—2001 Княжна Вера Константиновна

### Императорские российские послы — Почётные председатели Братства
- 1890—1895 Павел Андреевич Шувалов
- 1895—1912 Николай Дмитриевич Остен-Сакен
- 1912—1914 Сергей Николаевич Свербеев

### Председатели Братства
- 1922—1924 Александра Сергеевна Дубасова, урожд. Сипягина
- 1924—1936 Сергей Дмитриевич Боткин
- 1936—1951 Княжна Вера Константиновна (Управ. делами 1936—1945 генерал Николай Иванович Глобачёв)
- 1951—1955 Михаил Михайлович Медем (он же Управ. делами 1945—1955)
- 1955—1963 Николай Николаевич Герард
- 1963—1967 Николай Фёдорович Фабрициус
- 1967—1971 Александр Антонович Шпакович
- 1971—1983 Лев Николаевич Серов
- 1983—2004 Глеб Александрович Рар
- c 2004 — Димитрий Глебович Рар

## Издания Братства
- «Братский Ежегодник. Православные церкви и русские учреждения за границею». Издание Братства; СПб, 1906.
- «К XV-летию Св. Князь-Владимирского Братства», Издание Братства, Берлин 1906.
- «Берлинский Братский Временник. Православные церкви и русские учреждения за границею». Издание Братства, Берлин 1911.
- «Церковная Правда», № 1-(?), Берлин 1912—1914.
- «Братский Вестник», № 1-20, Бад-Киссинген 1996—2002.